# Per Edfeldt
Per Edfeldt (Per-Olof „Pekka“ Edfeldt; * 1. November 1914 in Ystad; † 16. Juni 1988 ebd.) war ein schwedischer Sprinter, der sich auf den 400-Meter-Lauf spezialisiert hatte.
Bei den Olympischen Spielen 1936 wurde er in der 4-mal-400-Meter-Staffel Fünfter. 
Seine persönliche Bestzeit von 48,3 s stellte er 1939 auf.